# Fuerte Ámsterdam (Curazao)
El Fuerte Ámsterdam es una fortificación situada en Willemstad, la capital de la isla de Curazao una dependencia de los Países Bajos en las Antillas. Fue construido en 1634 por la Compañía Neerlandesa de las Indias Orccidentales (DWIC) y sirvió no solo como un fuerte militar , sino también como la sede de la compañía. Actualmente sirve como la sede del gobierno y del gobernador de Curazao. El fuerte recibe el nombre de la cámara de Ámsterdam de la compañía y era considerado el principal de los ocho fuertes de la isla. 
En la década de 1630 la Compañía Neerlandesa de las Indias Occidentales fue en busca de un nuevo puesto de avanzada en el Caribe. La compañía fijó su vista en Curazao, posesión española. En 1634 el almirante holandés Johannes van Walbeeck junto con 200 soldados pisó la isla y luchó contra los 32 soldados españoles , que se rindieron después de tres semanas , el 21 de agosto de 1634.
Van Walbeeck ordenó la construcción de un fuerte en la isla. Debía estar situado en la desembocadura de la Bahía de Santa Ana. Los Soldados holandeses, así como los esclavos de Angola trabajaron en la fortaleza. También fue utilizado como sede de la compañía desde el principio. Las condiciones en el fuerte eran pobres debido a la falta de agua potable y alimentos. Los soldados comenzaron casi un motín, que fue sofocado con un aumento de sueldo y raciones mejoradas. En 1635 o 1636 se terminó la construcción de la fortaleza. La mayoría de la población luego se fue a vivir en la fortaleza, con la ciudad de Willemstad, finalmente, cada vez más fuera de ella.
La fortaleza fue diseñada con amplias paredes de un metros y cinco baluartes, sin embargo, solo cuatro fueron construidos. La fortaleza tenía armamento pesado, que se encuentra principalmente a la orilla del mar.
En 1804 la fortaleza fue alcanzada por una bala de cañón disparada por el capitán británico John Bligh, del HMS Theseus, quien dirigió un pequeño escuadrón que capturó la fortaleza en febrero de 1804. La bala sigue incrustada en la pared suroeste de la iglesia de la fortaleza.
El 8 de junio de 1929, el fuerte fue atacado y capturado por unos 250 rebeldes de Venezuela, liderados por Rafael Simón Urbina. Ellos saquearon armas, municiones y el tesoro de la isla. También lograron  secuestrar al gobernador de la isla, Leonardus Albertus Fruytier, y lo llevaron como rehén a Venezuela en el vapor estadounidense  Maracaibo capturado en la bahía de Willemstad. A raíz de la incursión el gobierno holandés decidió colocar de forma permanente una estación de marines y barcos en la isla.
El 30 de mayo de 1969 estalló una gran huelga laboral en Willemstad. Alrededor de 4.000 trabajadores de la refinería abandonaron su trabajo debido a las difíciles negociaciones sobre un nuevo convenio colectivo de trabajo (CCT).  Los huelguistas se dirigieron hacia el complejo gubernamental Fort Amsterdam. Más gente se unió a lo largo del camino y la protesta se convirtió en un levantamiento popular. Varios edificios en Willemstad ardieron en llamas, dos personas murieron y decenas resultaron heridas.